# Kommunalwahlen im Saarland 2019
Am 26. Mai 2019 wurden die Kommunalwahlen im Saarland 2019 durchgeführt. Es wurden die Vertretungen für Kreistage,  und der Gemeindevertretungen beziehungsweise Stadtverordnetenversammlungen der Städte und Gemeinden gewählt. Auch ehren- und hauptamtliche Bürgermeister und Landräte sollten direkt gewählt werden. Für Ortsteile innerhalb von Gemeinden wurden Wahlen für Ortsvorsteher und Ortsbeiräte durchgeführt. Am selben Tag fand auch die Wahl zum Europaparlament statt.

## Ausgangslage
Das amtliche Landesendergebnis der Kommunalwahl für Regionalversammlungs- und Kreistagswahlen 2014:
| Partei (Kurzbezeichnung)                          | Prozent (Veränderung zu 2009) |
| ------------------------------------------------- | ----------------------------- |
| Christlich Demokratische Union Deutschlands (CDU) | 38,3 (+1,7)                   |
| Sozialdemokratische Partei Deutschlands (SPD)     | 34,7 (+2,5)                   |
| Die Linke (DIE LINKE.)                            | 7,3 (−5,6)                    |
| Freie Demokratische Partei (FDP)                  | 2,4 (−4,8)                    |
| Bündnis 90/Die Grünen (B’90/Grüne)                | 6,1 (−0,4)                    |
| Alternative für Deutschland (AfD)                 | 5,3 (+5,3)                    |
| Familien-Partei Deutschlands (FAMILIE)            | 0,6 (−0,1)                    |
| Nationaldemokratische Partei Deutschlands (NPD)   | 0,9 (+0,3)                    |
| Piratenpartei Deutschland (PIRATEN)               | 2,4 (+2,4)                    |
| andere Parteien                                   | 1,8 (+0,1)                    |

## Parteien
Folgende Parteien haben ihre Kandidatur angekündigt:
- Christlich Demokratische Union Deutschlands
- Sozialdemokratische Partei Deutschlands
- Bündnis 90/Die Grünen
- Die Linke
- Alternative für Deutschland
- Freie Demokratische Partei
- Familien-Partei Deutschlands
- Ökologisch-Demokratische Partei

## Ergebnisse der Kommunalwahlen

### Landesergebnis
Das vorläufige amtliche Landesendergebnis der Kommunalwahl für Regionalversammlungs- und Kreistagswahlen:
| Partei                                            | Prozent (Veränderung zu 2014) |
| ------------------------------------------------- | ----------------------------- |
| Christlich Demokratische Union Deutschlands (CDU) | 34,0 (−4,3)                   |
| Sozialdemokratische Partei Deutschlands (SPD)     | 30,0 (−4,7)                   |
| Bündnis 90/Die Grünen (GRÜNE)                     | 12,6 (+6,5)                   |
| Alternative für Deutschland (AfD)                 | 8,6 (+3,2)                    |
| Die Linke (DIE LINKE.)                            | 7,5 (+0,2)                    |
| Freie Demokratische Partei (FDP)                  | 4,2 (+1,8)                    |
| Familien-Partei Deutschlands (FAMILIE)            | 0,6 (±0,0)                    |
| Piratenpartei Deutschland (PIRATEN)               | 0,6 (−1,8)                    |
| Freie Wähler (FREIE WÄHLER)                       | 0,5 (+0,5)                    |
| Ökologisch-Demokratische Partei (ÖDP)             | 0,3 (+0,3)                    |
| Nationaldemokratische Partei Deutschlands (NPD)   | 0,2 (−0,7)                    |
| Wählergruppen                                     | 1,0 (+0,3)                    |

Die Wahlbeteiligung lag bei 63,6 Prozent (+11,1 Prozentpunkte gegenüber 2014).

### Direktwahlen
Am 26. Mai fanden außerdem in 34 saarländischen Städten und Gemeinden Direktwahlen statt, bei denen drei Oberbürgermeister und 31 Bürgermeister neu gewählt werden sollten. Hinzu kamen die Wahl zweier Landräte und des Saarbrücker Regionalverbandsdirektors. Die Stichwahlen fanden am 9. Juni statt.
| Kommune                     | Amtsinhaber                      | Erster Wahlgang | Zweiter Wahlgang                                                     |
| Regionalverband Saarbrücken | Regionalverband Saarbrücken      | Regionalverband Saarbrücken | Regionalverband Saarbrücken                                          |
| --------------------------- | -------------------------------- | --- | -------------------------------------------------------------------- |
| Regionalverbandsdirektor    | Peter Gillo (SPD)                | Peter Gillo (SPD) – 60,3 % Ralph Schmidt (CDU) – 34,9 % Otfried Best (NPD) – 4,8 % | —                                                                    |
| Saarbrücken (OB)            | Charlotte Britz (SPD)            | Charlotte Britz (SPD) – 36,8 % Uwe Conradt (CDU) – 29,0 % Barbara Meyer-Gluche (Grüne) – 14,4 % Markus Lein (Linke) – 6,9 % Laleh Hadjimohamadvali (AfD) – 4,5 % Gerald Kallenborn (FDP) – 4,0 % Michael Franke (Die PARTEI) – 3,7 % Otfried Best (NPD) – 0,6 % | Uwe Conradt (CDU) – 50,3 % Charlotte Britz (SPD) – 49,7 %            |
| Großrosseln                 | Jörg Dreistadt (SPD)             | Dominik Jochum (CDU) – 53,4 % Markus Ernst (SPD) – 46,6 % | —                                                                    |
| Heusweiler                  | Thomas Redelberger (CDU)         | Thomas Redelberger (CDU) – 48,4 % Stefan Schmidt (SPD) – 31,0 % Petra Frevel (unabh.) – 13,2 % Horst Saar (Linke) – 7,4 % | Thomas Redelberger (CDU) – 55,6 % Stefan Schmidt (SPD) – 44,4 %      |
| Kleinblittersdorf           | Stephan Strichertz (parteilos)   | Erika Heit (CDU) – 26,3 % Rainer Lang (SPD) – 20,7 % Andreas Hollinger (unabh.) – 17,3 % Andreas Dax (unabh.) – 11,9 % Günter Melchior (Grüne) – 8,6 % Nico Uhl (unabh.) – 7,1 % Johannes Martin (unabh.) – 5,5 % Elmar Freude (FDP) – 2,6 %                    | Rainer Lang (SPD) – 53,7 % Erika Heit (CDU) – 46,3 %                 |
| Püttlingen                  | Martin Speicher (CDU)            | Edmund Altmeyer (CDU) – 45,3 % Denise Klein (SPD) – 43,7 % Stefan Kaden (unabh.) – 11,0 % | Denise Klein (SPD) – 53,7 % Edmund Altmeyer (CDU) – 46,3 %           |
| Riegelsberg                 | Klaus Häusle (SPD)               | Klaus Häusle (SPD) – 43,5 % Benjamin Schmidt (CDU) – 29,7 % Birgit Huonker (unabh.) – 26,9 % | Klaus Häusle (SPD) – 50,2 % Benjamin Schmidt (CDU) – 49,8 %          |
| Sulzbach/Saar               | Michael Adam (CDU)               | Michael Adam (CDU) – 48,7 % Dieter Heckmann (SPD) – 18,8 % Dietmar Holzapfel (Freie Wähler) – 14,8 % Dieter Müller (AfD) – 8,9 % Barbara Klein-Braun (Grüne) – 8,8 %                                                                                            | Michael Adam (CDU) – 69,7 % Dieter Heckmann (SPD) – 30,3 %           |
| Landkreis Merzig-Wadern     |                                  | |                                                                      |
| Landrat                     | Daniela Schlegel-Friedrich (CDU) | Daniela Schlegel-Friedrich (CDU) – 62,6 % Stefan Krutten (SPD) – 37,4 % | —                                                                    |
| Losheim am See              | Lothar Christ (SPD)              | Helmut Harth (unabh.) – 36,4 % Björn Kondak (SPD) – 31,9 % Norbert Müller (CDU) – 31,7 % | Helmut Harth (unabh.) – 56,0 % Björn Kondak (SPD) – 44,0 %           |
| Merzig                      | Marcus Hoffeld (CDU)             | Marcus Hoffeld (CDU) – 57,1 % Christoph Rehlinger (SPD) – 32,9 % Angelika Hießerich-Peter (FDP) – 10,1 % | —                                                                    |
| Landkreis Neunkirchen       |                                  | |                                                                      |
| Neunkirchen (OB)            | Jürgen Fried (SPD)               | Jörg Aumann (SPD) – 46,8 % Dirk Käsbach (CDU) – 27,5 % Tina Schöpfer (Grüne) – 11,9 % Christoph Schaufert (AfD) – 8,6 % Peter Habel (FDP) – 5,2 % | Jörg Aumann (SPD) – 57,6 % Dirk Käsbach (CDU) – 42,4 %               |
| Eppelborn                   | Birgit Müller-Closset (SPD)      | Andreas Feld (CDU) – 64,0 % Birgit Müller-Closset (SPD) – 27,0 % Peter Josef Groß (AfD) – 5,1 % Patrik Paul (FDP) – 3,9 % | —                                                                    |
| Illingen                    | Armin König (CDU)                | Armin König (CDU) – 56,1 % Michael Christ (SPD) – 43,9 % | —                                                                    |
| Ottweiler                   | Holger Schäfer (CDU)             | Holger Schäfer (CDU) – 71,3 % Gerd Rainer Weber (SPD) – 21,8 % Uwe Hartmann (AfD) – 6,9 % | —                                                                    |
| Schiffweiler                | Markus Fuchs (SPD)               | Markus Fuchs (SPD) – 57,3 % Mathias Jochum (CDU) – 33,5 % Vera Haböck (FDP) – 9,3 % | —                                                                    |
| Spiesen-Elversberg          | Reiner Pirrung (CDU)             | Bernd Huf (unabh.) – 58,1 % Heike Morgenthal (SPD) – 21,0 % Thomas Thiel (CDU) – 20,9 % | —                                                                    |
| Landkreis Saarlouis         |                                  | |                                                                      |
| Landrat                     | Patrik Lauer (SPD)               | Patrik Lauer (SPD) – 61,1 % Raphael Schäfer (CDU) – 38,9 % | —                                                                    |
| Bous                        | Stephan Louis (parteilos)        | Stephan Louis (unabh.) – 66,5 % Barbara Mohr (unabh.) – 21,8 % Jutta Fellinger (SPD) – 11,6 % | —                                                                    |
| Dillingen/Saar              | Franz-Josef Berg (CDU)           | Franz-Josef Berg (CDU) – 59,8 % Sylvia Hoffmann (SPD) – 30,9 % Helge Lorenz (FDP) – 9,3 % | —                                                                    |
| Ensdorf                     | Hartwin Faust (CDU)              | Jörg Wilhelmy (unabh.) – 56,6 % Volker Greff (CDU) – 31,2 % Dietrich Bickelmann (Grüne) – 12,1 % | —                                                                    |
| Lebach                      | Klauspeter Brill (parteilos)     | Klauspeter Brill (unabh.) – 55,7 % Jörg Wilbois (SPD) – 17,9 % Maik Müller (CDU) – 15,7 % Klaus-Dieter Uhrhan (GUD) – 7,2 % Sabrina Anzalone (unabh.) – 3,5 %                                                                                                   | —                                                                    |
| Nalbach                     | Peter Lehnert (parteilos)        | Peter Lehnert (unabh.) – 65,6 % Christian Weber (SPD) – 34,4 % | —                                                                    |
| Schmelz                     | Armin Emanuel (SPD)              | Wolfram Lang (SPD) – 50,2 % Stephan Barth (unabh.) – 17,3 % Vera Koch (unabh.) – 13,1 % Achim Noß (unabh.) – 10,7 % Peter Michael Leidinger (unabh.) – 8,7 % | —                                                                    |
| Schwalbach                  | Hans-Joachim Neumeyer (CDU)      | Hans-Joachim Neumeyer (CDU) – 76,0 % | —                                                                    |
| Überherrn                   | Bernd Gillo (CDU)                | Anne Yliniva-Hoffmann (SPD) – 42,9 % Michael Fetik (unabh.) – 27,5 % Horst Zimmer (unabh.) – 21,2 % Esther Thilmont (Grüne) – 8,4 % | Anne Yliniva-Hoffmann (SPD) – 64,7 % Michael Fetik (unabh.) – 35,3 % |
| Wadgassen                   | Sebastian Greiber (SPD)          | Sebastian Greiber (SPD) – 70,8 % Katja Metzen (CDU) – 29,2 % | —                                                                    |
| Wallerfangen                | Günther Zahn (SPD)               | Horst Trenz (SPD) – 44,1 % Nicole Reiners-Gerard (CDU) – 29,0 % Regine Collet (unabh.) – 26,8 % | Horst Trenz (SPD) – 55,3 % Nicole Reiners-Gerard (CDU) – 44,7 %      |
| Saarpfalz-Kreis             |                                  | |                                                                      |
| St. Ingbert (OB)            | Hans Wagner (parteilos)          | Hans Wagner (unabh.) – 41,7 % Ulli Meyer (CDU) – 41,4 % Sven Meier (SPD) – 16,9 % | Ulli Meyer (CDU) – 55,3 % Hans Wagner (unabh.) – 44,7 %              |
| Bexbach                     | Thomas Leis (SPD)                | Christian Prech (CDU) – 53,4 % Thomas Leis (SPD) – 46,6 % | —                                                                    |
| Blieskastel                 | Annelie Faber-Wegener (CDU)      | Bernd Hertzler (SPD) – 40,8 % Annelie Faber-Wegener (CDU) – 31,9 % Lisa Becker (Grüne) – 27,3 % | Bernd Hertzler (SPD) – 68,7 % Annelie Faber-Wegener (CDU) – 31,3 %   |
| Gersheim                    | Alexander Rubeck (CDU)           | Michael Clivot (SPD) – 51,6 % Alexander Rubeck (CDU) – 41,4 % Gerd Litzenburger (AfD) – 7,0 % | —                                                                    |
| Mandelbachtal               | Gerd Tussing (CDU)               | Maria Vermeulen (SPD) – 49,7 % Gerd Tussing (CDU) – 32,0 % Stephan Schaeidt (unabh.) – 18,3 % | Maria Vermeulen (SPD) – 72,9 % Gerd Tussing (CDU) – 27,1 %           |
| Landkreis St. Wendel        |                                  | |                                                                      |
| Freisen                     | Karl-Josef Scheer (SPD)          | Karl-Josef Scheer (SPD) – 65,6 % Alexander Becker (CDU) – 34,4 % | —                                                                    |
| Nohfelden                   | Andreas Veit (CDU)               | Andreas Veit (CDU) – 67,3 % Christian Barth (SPD) – 32,7 % | —                                                                    |
| Nonnweiler                  | Franz Josef Barth (SPD)          | Franz Josef Barth (SPD) – 64,9 % Martin Schneider (CDU) – 35,1 % | —                                                                    |
| Tholey                      | Hermann Josef Schmidt (CDU)      | Hermann Josef Schmidt (CDU) – 76,9 % | —                                                                    |

### Pannen und Unregelmäßigkeiten
- Wegen Schreibfehlern auf den Stimmzetteln der Stadtratswahlen in Saarbrücken[4] und Völklingen[5] mussten die Zettel im Vorfeld der Wahl neu gedruckt werden.
- Bei der Wahl zum Bezirksrat Halberg wurden in einem Wahllokal zu Beginn des Wahltages falsche Stimmzettel ausgegeben. Nach Entdecken der Panne wurde die Wahl mit den korrekten Stimmzetteln fortgeführt.[6]